# Fensterfleckchen
Die Fensterfleckchen (Thyrididae) sind eine Familie der Schmetterlinge (Lepidoptera). Von ihnen sind weltweit bis jetzt ca. 760 Arten bekannt, weitere 450 einer Sammlung des Londoner Natural History Museum sind noch unbenannt. In Europa kommt nur eine Art, das Waldreben-Fensterfleckchen (Thyris fenestrella), vor. Ihr Hauptverbreitungsgebiet sind die Tropen und Subtropen, in denen sie vor allem Wälder in niedrigen Lagen besiedeln.

## Merkmale
Die Falter erreichen eine Flügelspannweite von 12 bis 72 Millimetern und haben gewisse Ähnlichkeit mit Spannern. Ihre Vorderflügel sind verhältnismäßig breit und meist braun oder rotbraun gefärbt. Einige Arten imitieren abgestorbene Blätter (Mimese). So z. B. die langbeinige Siculodes aurorula, wie Adrian Hoskins auf Trinidad dokumentiert hat. Bei zahlreichen Arten weisen die Flügel schuppenfreie Bereiche auf: Fensterflecken. - Nur wenige Arten weisen sehr kleine Punktaugen (Ocelli) neben den Facettenaugen auf. Die Oberfläche Letzterer ist manchmal mit feinen Härchen besetzt. Die Fühler sind meist fadenförmig aber auch gekämmt oder gefiedert. Ihre Maxillarpalpen sind sehr kurz, die Labialpalpen sind meist drei-, selten zweigliedrig, der Saugrüssel ist bei vielen Arten zurückgebildet oder verkümmert. Wenn er normal entwickelt ist, ist er an der Basis ungeschuppt. Die Weibchen haben einen kurzen Legeapparat (Ovipositor). Einige Arten der Unterfamilie Siculodinae haben Tympanalorgane an der Flügelbasis, bei allen Arten der Familie fehlen sie aber am Thorax und Abdomen.
Die Raupen haben neben den Thorakalbeinen alle vier Bauchbeinpaare und den Nachschieber.

## Lebensweise
Die tag-, nacht- oder dämmerungsaktiven Falter sitzen in Ruheposition mit erhobenen mittleren Beinpaaren. Auch wölben sie ihre Flügel stark nach oben, wobei die Flügelvorderkanten den höchsten Punkt bilden.
Die Raupen leben meist in zusammengerollten Blättern oder bohren in Ästen, Manche verursachen auch Pflanzengallen. Sie fressen an 30 Pflanzenfamilien, besonders an Wolfsmilchgewächsen (Euphorbiaceae), Hülsenfrüchtlern (Fabaceae), Sapotengewächsen (Sapotaceae), Myrtengewächsen (Myrtaceae), Flügelfruchtgewächsen (Dipterocarpaceae), Kaperngewächsen (Capparaceae) und Flügelsamengewächsen (Combretaceae).

## Systematik
Die Fensterfleckchen wurden früher zur Überfamilie Pyraloidea gezählt, da man dachte, sie seien mit den Zünslern (Pyralidae) verwandt. Die Raupen beider Familien haben große Ähnlichkeit, aber die Falter haben keine Tympanalorgane am Hinterleib und ihr Saugrüssel ist nicht geschuppt, weswegen sie heute zu einer eigenen Überfamilie, der Thyridoidea gezählt werden.

## Arten (Europa)
- Waldreben-Fensterfleckchen (Thyris fenestrella)